# Wretch 32

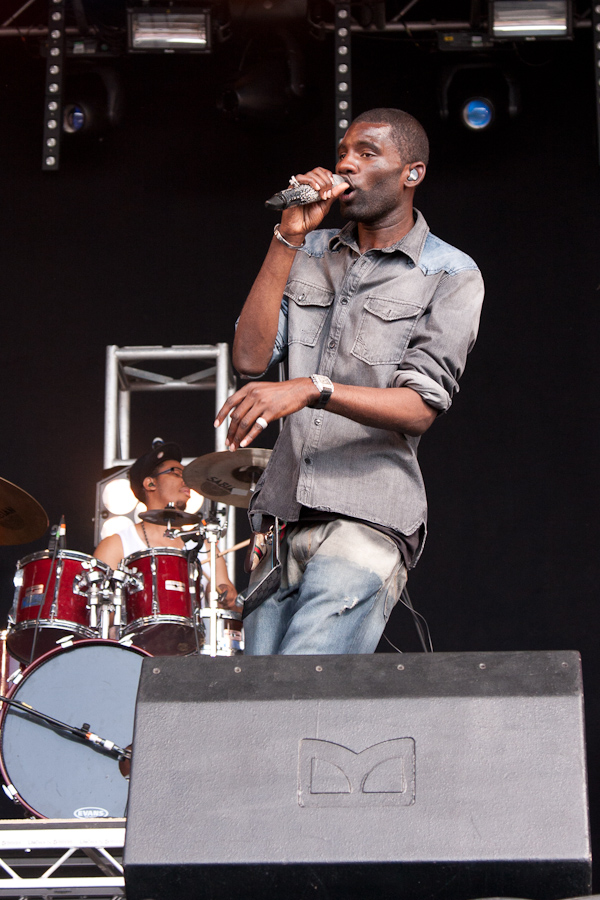
Wretch 32 (2011)

Wretch 32 (* 9. März 1985 in London; eigentlicher Name Jermaine Scott) ist ein britischer Grime-Rapper und MC aus Nordlondon.

## Karriere
Wretch 32 stammt aus dem Londoner Stadtteil Tottenham, aus dem unter anderem auch die Grimemusiker Skepta, Chipmunk und Jme stammen. In den 2000ern schloss er sich den Grime-Kollektiven Combination Chain Gang und The Movement an und machte durch seine Mixtapes auf sich aufmerksam. Über 15.000 Stück seiner selbstproduzierten Tapes verkaufte er in der Gegend, in der er lebt. Ende des Jahrzehnts nahm ihn das Label Ministry of Sound unter Vertrag. Die BBC prophezeite ihm daraufhin in der Umfrage Sound of 2011 den Durchbruch für 2011. Im Januar des Jahres erschien seine Debütsingle Traktor, die es auf Anhieb auf Platz 5 der UK-Charts brachte. Drei Monate später folgte Unorthodox, eine Zusammenarbeit mit Rapper Example, die es sogar auf Platz 2 schaffte.

## Diskografie

### Studioalben
| Jahr | Titel             | Höchstplatzierung, Gesamtwochen, AuszeichnungChartsChartplatzierungen (Jahr, Titel, Platzierungen, Wochen, Auszeichnungen, Anmerkungen) | Anmerkungen                             |
| Jahr | Titel             | UK | Anmerkungen                             |
| ---- | ----------------- | --- | --------------------------------------- |
| 2008 | Wretchrospective  | — | Erstveröffentlichung: 13. Oktober 2008  |
| 2011 | Black and White   | UK4 Gold · (21 Wo.)UK | Erstveröffentlichung: 22. August 2011   |
| 2016 | Growing Over Life | UK5 (3 Wo.)UK | Erstveröffentlichung: 2. September 2016 |
| 2017 | FR32              | UK12 (2 Wo.)UK | Erstveröffentlichung: 13. Oktober 2017  |
| 2019 | Upon Reflection   | UK29 (2 Wo.)UK | Erstveröffentlichung: 18. Oktober 2019  |
| 2021 | little BIG Man    | — | Erstveröffentlichung: 27. Mai 2021      |

### Mixtapes
- 2006: Learn from My Mixtape
- 2007: Teachers Training Day
- 2010: More Fun! (mit Chipmunk)
- 2012: Wretchercise
- 2015: Young Fire, Old Flame (mit Avelino)

### Singles als Leadmusiker
| Jahr | Titel Album                      | Höchstplatzierung, Gesamtwochen, AuszeichnungChartsChartplatzierungen (Jahr, Titel, Album, Platzierungen, Wochen, Auszeichnungen, Anmerkungen) | Anmerkungen                                             |
| Jahr | Titel Album                      | UK | Anmerkungen                                             |
| ---- | -------------------------------- | --- | ------------------------------------------------------- |
| 2011 | Traktor Black and White          | UK5 Gold · (19 Wo.)UK | Erstveröffentlichung: 16. Januar 2011 feat. L Marshall  |
| 2011 | Unorthodox Black and White       | UK2 Gold · (12 Wo.)UK | Erstveröffentlichung: 17. April 2011 feat. Example      |
| 2011 | Don’t Go Black and White         | UK1 Platin · (13 Wo.)UK | Erstveröffentlichung: 14. August 2011 feat. Josh Kumra  |
| 2011 | Forgiveness Black and White      | UK49 (2 Wo.)UK | Erstveröffentlichung: 11. Dezember 2011 feat. Etta Bond |
| 2012 | Hush Little Baby Black and White | UK35 (7 Wo.)UK | Erstveröffentlichung: 27. Mai 2012 feat. Ed Sheeran     |
| 2013 | Blackout –                       | UK6 (6 Wo.)UK | Erstveröffentlichung: 12. Mai 2013 feat. Shakka         |
| 2013 | Doing OK –                       | UK60 (1 Wo.)UK | Erstveröffentlichung: 25. August 2013 feat. Jacob Banks |
| 2014 | 6 Words Growing Over Life        | UK8 Gold · (10 Wo.)UK | Erstveröffentlichung: 16. November 2014                 |
| 2017 | Tell Me FR32                     | UK73 Silber · (7 Wo.)UK | Erstveröffentlichung: 2017 feat. Kojo Funds and Jahlani |
| 2017 | His & Hers (Perspectives) FR32   | UK100 (1 Wo.)UK | Erstveröffentlichung: 2017                              |
| 2019 | 10/10 Upon Reflection            | UK97 (1 Wo.)UK | Erstveröffentlichung: 10. Oktober 2019 feat. Giggs      |

Weitere Singles
- 2011: Long Way Home (feat. Daley)
- 2012: Time (feat. Jayd Alexandra)
- 2015: Alright with Me (feat. Anne-Marie & PRGRSHN)
- 2016: Antwi
- 2016: Liberation (feat. KZ)
- 2016: All a Dream (feat. Knox Brown)
- 2016: I.O.U (feat. Emeli Sandé)
- 2016: Open Conversation & Mark Duggan (feat. Varren Wade, Bobii Lewis & Avelino)
- 2017: Whistle (feat. Donae’o & Kojo Funds)
- 2018: CYSAW (mit Knox Brown)
- 2019: Mummy’s Boy
- 2019: Spin Around

### Singles als Gastmusiker
| Jahr | Titel Album                                     | Höchstplatzierung, Gesamtwochen, AuszeichnungChartsChartplatzierungen (Jahr, Titel, Album, Platzierungen, Wochen, Auszeichnungen, Anmerkungen) | Anmerkungen                                                             |
| Jahr | Titel Album                                     | UK | Anmerkungen                                                             |
| --- | ----------------------------------------------- | --- | ----------------------------------------------------------------------- |
| 2011 | Hangover 3D – Determination, Dedication, Desire | UK92 (1 Wo.)UK | Erstveröffentlichung: 16. September 2011 Starboy Nathan feat. Wretch 32 |
| 2011 | Teardrop –                                      | UK24 (2 Wo.)UK | Erstveröffentlichung: 18. November 2011 als Teil von The Collective     |
| 2012 | Go In, Go Hard About Time                       | UK41 (2 Wo.)UK | Erstveröffentlichung: 18. März 2012 Angel feat. Wretch 32               |
| Folgende Lieder erschienen nicht als Single, wurden aber durch das Album zum Download und Streaming bereitgestellt und konnten somit eine Platzierung erlangen: |                                                 | |                                                                         |
| |                                                 | |                                                                         |
| 2017 | 21 Gun Salute Gang Signs & Prayer               | UK65 (1 Wo.)UK | Stormzy feat. Wretch 32                                                 |

Weitere Gastbeiträge
- 2010: Dancefloor (DaVinChe feat. Wretch 32)
- 2012: Off with Their Heads (Devlin feat. Wretch 32)
- 2016: Flatline (Wilkinson feat. Wretch 32)
- 2016: People (Laura Mvula feat. Wretch 32)
- 2016: Stop (Alesha Dixon feat. Wretch 32)
- 2018: Doubt (Samm Henshaw feat. Wretch 32)